# Ramón de Vilaragut

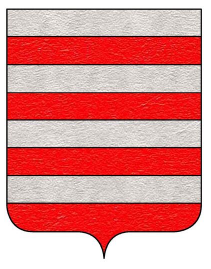
Stemma Villaragut

Ramón de Vilaragut y Sarriá (circa 1295 – circa 1359) è stato un nobile e militare spagnolo della Corona d'Aragona.

## Biografia
Figlio di Berenguer de Vilaragut, signore di Sant Martí de Foix (Sarroca) e Subirats, e di sua moglie Geralda de Sarriá.
Era donzell di Valencia.
Intorno al 1333, tra il 1332 e il 1335, sposò Grandiana detta Diana Visconti (c. 1318-?), figlia di Stefano Visconti e di sua moglie Valentina Doria. Erano genitori nel 1336 di Antonio de Vilaragut.
Nel 1342 ebbe le signorie dell'Alcaissia, di Sollana e di Trullars dal fratello Berenguer.
Nel 1344 ebbe del reggente per il giovane re Luigi I di Sicilia Giovanni di Sicilia e d'Angiò, duca di Randazzo, favore del castello e baronia di Tripi e fu nominato suo procuratore e ambasciatore per discutere del suo matrimonio con sua cugina Costanza d'Aragona.
Nel 1345 fu capitano generale e ammiraglio della marina del regno di Sicilia.
Ramón de Vilaragut morì nel 1359, anno in cui, in una causa intentata a Valencia, si afferma già che la signoria di Sollana apparteneva al figlio Antonio.